# Latirostrum
Latirostrum é um gênero de traça pertencente à família Arctiidae.